# Juventus de Mégrine
La Juventus de Mégrine est un club omnisports tunisien disparu de nos jours.
Créé par la communauté française résidente à Mégrine en 1931, il joue pendant la saison 1936-1937 dans le championnat de promotion d'honneur.